# Torneo Súper 4
Il Torneo Súper 4 fu un torneo di pallavolo maschile per squadre di club argentine organizzato dall'ACLAV.

## Formula
Il torneo prevede la partecipazione dei club classificati dal primo al quarto posto al termine del girone d'andata nella corrente Liga A1 de Vóley: 
- Le squadre disputano semifinali e finali in gara unica, accoppiate col metodo della serpentina.

## Albo d'oro
| Edizione      | Edizione     |  | Podio            | Podio                              | Podio               |
| Anno          | Sede finale  |  | Campione         | Risultato                          | Finalista           |
| ------------- | ------------ |  | ---------------- | ---------------------------------- | ------------------- |
| 2000 Dettagli | Córdoba      |  | Azul             | Round-robin                        | Club Náutico Hacoaj |
| 2001 Dettagli | Córdoba      |  | Obras Sanitarias | Round-robin                        | River Plate         |
| 2002 Dettagli | Buenos Aires |  | Rojas Scholem    | Round-robin                        | Club de Amigos      |
| 2003 Dettagli | Buenos Aires |  | River Plate      | 3 - 1 (15-25, 25-22, 25-20, 25-21) | Bolívar             |
| 2004 Dettagli | Rosario      |  | Social Monteros  | 3 - 1 (25-17, 25-27, 25-23, 25-20) | Conarpesa           |

## Palmarès
| Squadre          | Titoli | Stagioni |
| ---------------- | ------ | -------- |
| Azul             | 1      | 2000     |
| Obras Sanitarias | 1      | 2001     |
| Rojas Scholem    | 1      | 2002     |
| River Plate      | 1      | 2003     |
| Social Monteros  | 1      | 2004     |